# Birtley (Tyne y Wear)
Birtley es una villa ubicada en el distrito de Gateshead, en el condado de Tyne y Wear (Inglaterra). Fue una parroquia civil hasta su abolición en abril de 2006.

## Geografía
Según la Oficina Nacional de Estadística británica, la antigua parroquia de Birtley tenía una superficie de 5,97 km².

## Demografía
Según el censo de 2001, Birtley tenía 11 377 habitantes (48,12% varones, 51,88% mujeres) y una densidad de población de 1905,7 hab/km². El 19,55% eran menores de 16 años, el 72,45% tenían entre 16 y 74 y el 8% eran mayores de 74. La media de edad era de 40 años. Del total de habitantes con 16 o más años, el 27,37% estaban solteros, el 53,63% casados y el 19% divorciados o viudos.
El 98,66% de los habitantes eran originarios del Reino Unido. El resto de países europeos englobaban al 0,57% de la población, mientras que el 0,76% había nacido en cualquier otro lugar. Según su grupo étnico, el 99,17% de los habitantes eran blancos, el 0,26% mestizos, el 0,4% asiáticos, el 0,03% negros, el 0,11% chinos y el 0,04% de cualquier otro. El cristianismo era profesado por el 82,77%, el budismo por el 0,05%, el islam por el 0,19%, el sijismo por el 0,12% y cualquier otra religión por el 0,19%. El 9,63% no eran religiosos y el 7,04% no marcaron ninguna opción en el censo.
4984 habitantes eran económicamente activos, 4631 de ellos (92,92%) empleados y 353 (7,08%) desempleados. Había 4914 hogares con residentes, 206 vacíos y 7 eran alojamientos vacacionales o segundas residencias.